# Jakob Bosshart

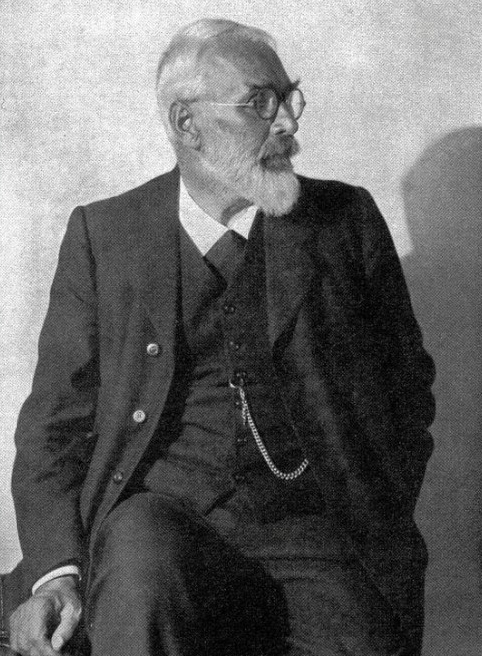
Jakob Bosshart (1920)

Jakob Bosshart (* 7. August 1862 im Weiler Stürzikon, Gemeinde Oberembrach, Kanton Zürich; † 18. Februar 1924 in Clavadel, Gemeinde Davos) war ein Schweizer Lehrer und Schriftsteller.

## Leben

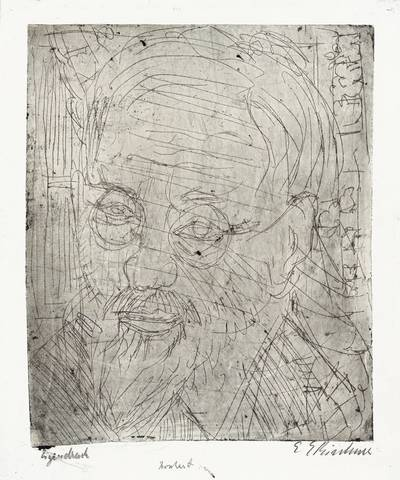
Ernst Ludwig Kirchner: Kopf Bosshart, Radierung, 1921

Jakob Bosshart war, wie er schrieb, der Sohn «geplagter, aber aufstrebender Bauersleute». Er wuchs auf einem einsamen Hof zwischen dem Töss- und dem Glattal im Zürcher Unterland auf. Nach dem Besuch der Sekundarschule absolvierte er von 1882 bis 1885 das Lehrerbildungsseminar in Küsnacht und wurde für kurze Zeit Lehrer in Deutschland.
Es folgten Studienjahre an den Universitäten Zürich, Heidelberg und Paris, wo er Germanistik und Romanistik belegte. 1887 promovierte er in Zürich bei Ludwig Tobler mit einer Arbeit über das Thema Die Flexionsendungen des schweizerdeutschen Verbums und damit zusammenhängende Erscheinungen (gedruckt 1888) zum Doktor der Philologie.
Anschliessend lehrte er in England und an verschiedenen Mittelschulen des Kantons Zürich. In Winterthur heiratete er eine der Töchter des nachmaligen Bundesrates Ludwig Forrer, Elsa Forrer. 1890 wurde er an die Kantonsschule Zürich gewählt, wo er als Französischlehrer neuartige Methoden einführte. Ab 1899 leitete er die Schule 16 Jahre lang als Rektor.
1915 musste er aufgrund einer fortgeschrittenen Tuberkulose in ein Sanatorium im Hochtal von Clavadel bei Davos überführt werden, wo er 1924 starb.
Von 1903 bis 1924 war Bosshart Mitglied des Leitenden Ausschusses für das Schweizerische Idiotikon.

## Werke

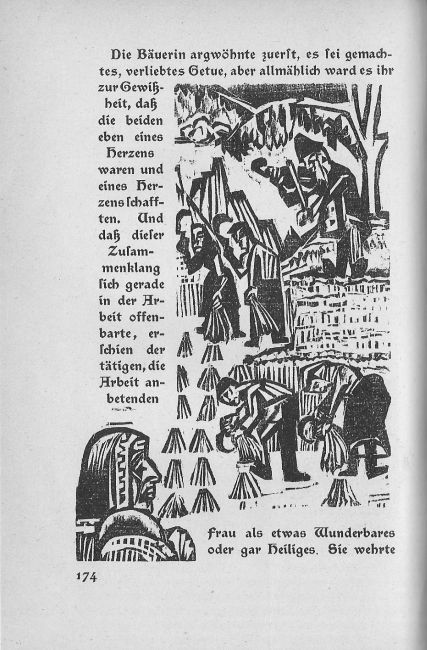
Buchillustration von Ernst Ludwig Kirchner: Neben der Heerstraße, 1923.

Bosshart verfasste Erzählungen und einen Roman, deren Helden vom Lande stammen, wie der Autor selbst. Er zählte schon bald zu den bekanntesten Vertretern der damals im deutschen Sprachraum sehr beliebten Schweizer Heimatliteratur. Ab 1915 näherte er sich jedoch zunehmend einer gesellschaftlich engagierten, sozialistischen Tendenzen nahestehenden Thematik an. 1917 verfasste er mit der Novelle Der Friedensapostel erstmals eine aktuelle, sozial anklägerische Erzählung zum Thema Kriegsdienstverweigerung.
Der Höhepunkt dieser neuen Ausrichtung hätte eine Trilogie bilden sollen, in der Bosshart mit seinem Zeitalter abrechnen und der Jugend einen Weg in die Zukunft weisen wollte. Davon konnte Bosshart nur den Roman Ein Rufer in der Wüste (1921) vollenden, der als sein geistiges Vermächtnis gilt. Er versuchte darin, soziale und politische Gegensätze innerhalb der schweizerischen Gesellschaft vor und während des Ersten Weltkrieges zu versöhnen.
- Im Nebel, Erzählungen aus den Schweizer Bergen, 1898
- Das Bergdorf, Erzählung, 1900
- Die Barettlitochter, Novelle, 1902
- Durch Schmerzen empor, Zwei Novellen, 1903[5]
- Früh vollendet, Novellen und Skizzen, 1910
- Erdschollen, Novellen und Skizzen, 1913
- Träume der Wüste, Orientalische Novelleten und Märchen, 1918
- Irrlichter, 3 Novellen, 1918
- Opfer, Novellen, 1920
- Ein Rufer in der Wüste, Roman, 1921
- Neben der Heerstraße, Erzählungen, 1923
- Gebärde und Tat, 1923
- Gedichte, 1924
- Die Entscheidung und andere nachgelassene Erzählungen, 1925
- Auf der Römerstraße. Nachgelassene Jugenderinnerungen und Erzählungen, 1926
- Bausteine zu Leben und Zeit. Zusammengestellt und herausgegeben von Elsa Bosshart-Forrer, Verlag Grethlein & Co., Zürich und Leipzig 1929

Werke für Kinder und Jugendliche
- Die Schwarzmattleute, SJW-Heft 96
- Schaniggel, SJW-Heft 414

Werke in Schulprogrammen
- Die Nervosität unter der Schuljugend : Rede bei Eröffnung des Schulkurses 1907/08, Zürich : Zürcher & Furrer, 1907, in Programm der Kantonsschule in Zürich. 1907/08 (Digitalisat)

## Auszeichnungen

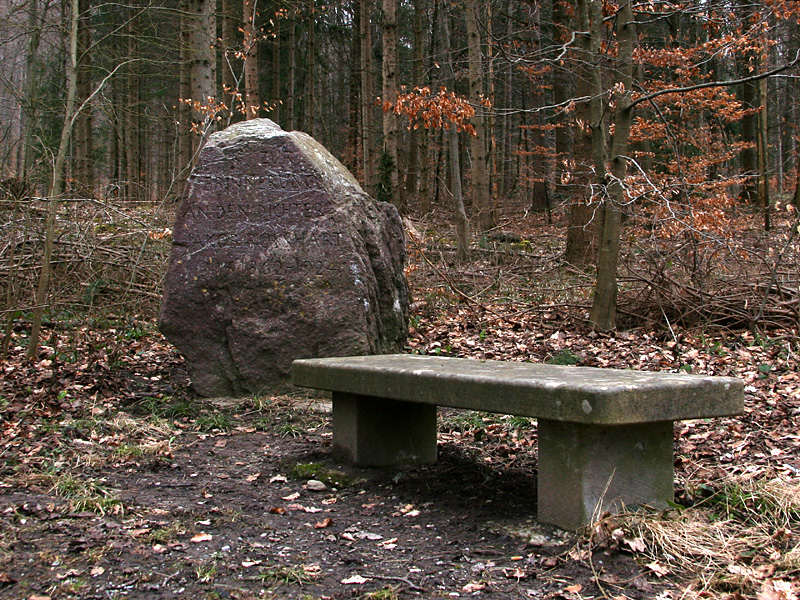
Gedenkstein für Jakob Bosshart oberhalb Zürich-Hottingen (Nähe Grand Hotel Dolder)

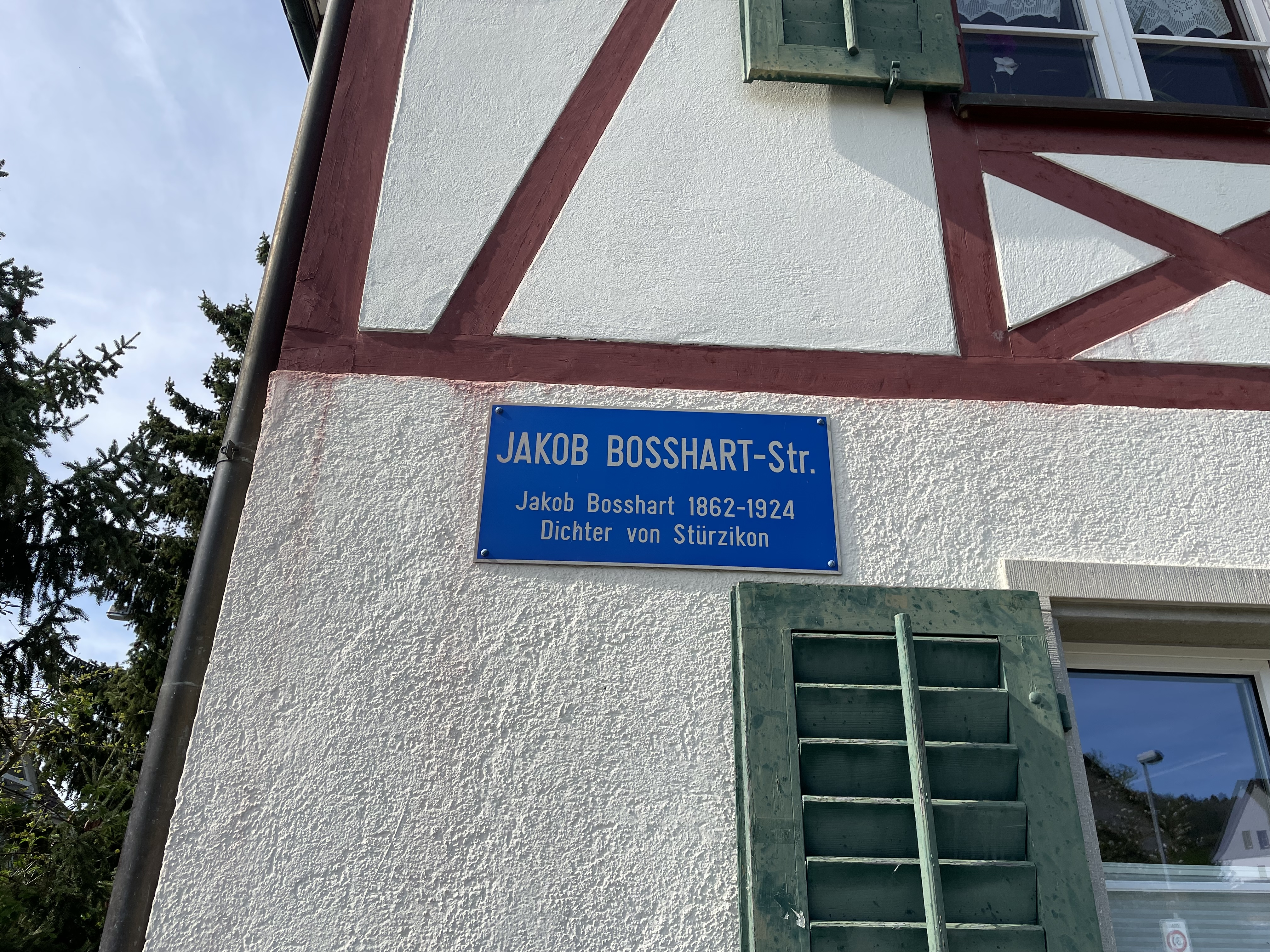
Das Geburtshaus Bossharts in Stürzikon

- 1922 Grosser Schillerpreis und Gottfried-Keller-Preis.

## Fussnoten
1. ↑  Gerhard Schneider, Karl Heinz Berger: Deutsche Erzählungen aus der Schweiz. Verlag Neues Leben, Berlin 1956, S. 515.
2. ↑  Eine sehr kritische Rezension verfasste Peter Schild im Literaturblatt für germanische und romanische Philologie 10, 1889, Sp. 87–91. Auch nach Bossharts Arbeit von 1888 seien Franz Joseph Stalders Ausführungen zur Flexionslehre von 1819 immer noch zuverlässiger.
3. ↑  Bericht an das eidg. Departement des Innern und an die Regierungen der subventionierenden Kantone über den Gang der Arbeiten am Schweizerischen Idiotikon im Jahre 1924, S. 1 (Digitalisat).
4. 1 2  Jakob Bosshart im Autorenlexikon von Charles Linsmayer
5. ↑  Durch Schmerzen empor: Teil 1, doi:10.5169/seals-574615#314.Teil 2, doi:10.5169/seals-574766#340.Teil 3, doi:10.5169/seals-574615#314. Teil 4, doi:10.5169/seals-574906#366. Teil 5, doi:10.5169/seals-575185#417.Teil 6, doi:10.5169/seals-575377#443. Teil 7, doi:10.5169/seals-575561#469.

| Personendaten    | Personendaten                                  |
| ---------------- | ---------------------------------------------- |
| NAME             | Bosshart, Jakob                                |
| ALTERNATIVNAMEN  | Boßhart, Jakob                                 |
| KURZBESCHREIBUNG | Schweizer Schriftsteller                       |
| GEBURTSDATUM     | 7. August 1862                                 |
| GEBURTSORT       | Stürzikon, Oberembrach, Kanton Zürich, Schweiz |
| STERBEDATUM      | 18. Februar 1924                               |
| STERBEORT        | Clavadel bei Davos, Kanton Graubünden, Schweiz |